# Helge Zimdal

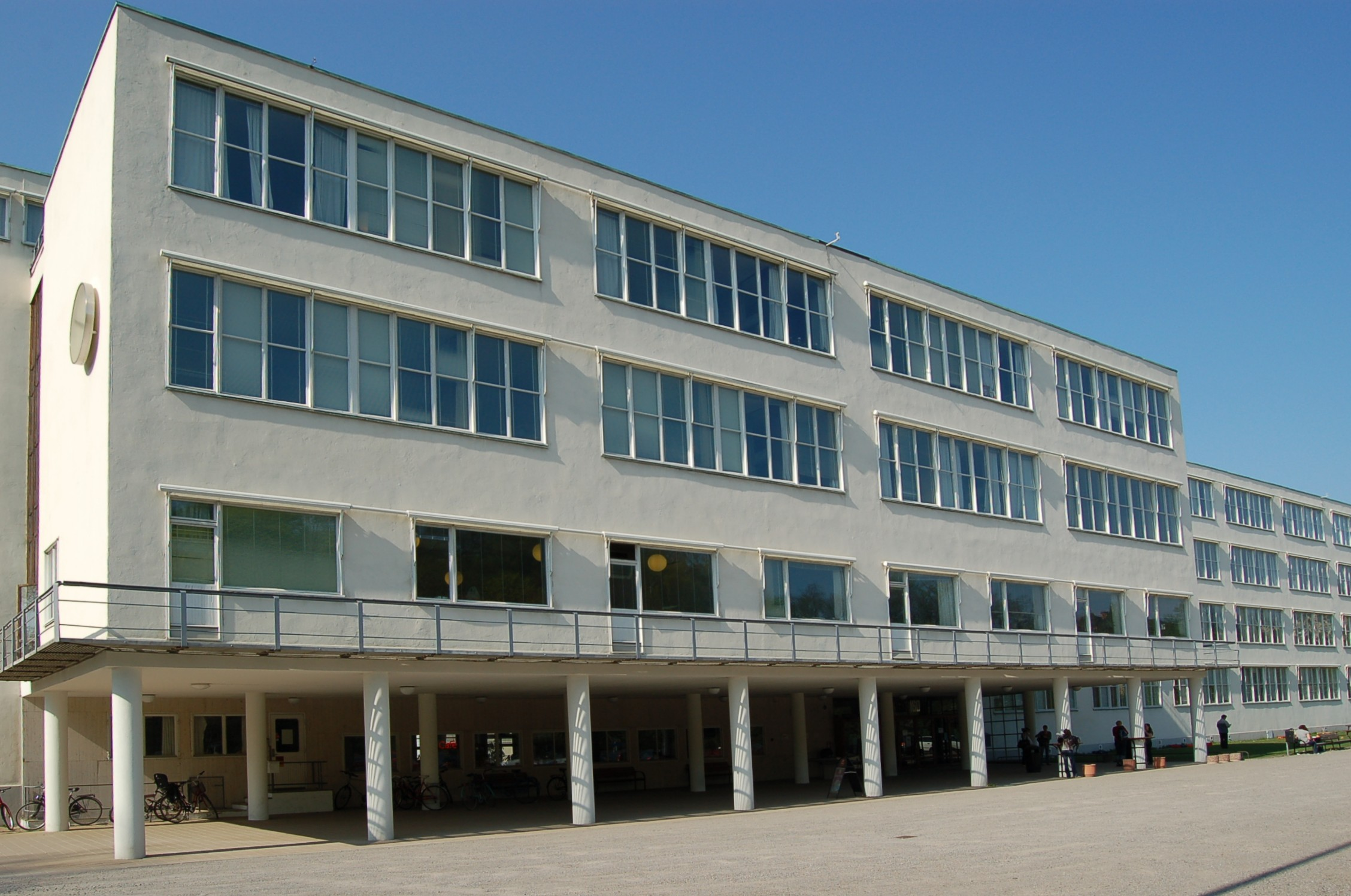
Sveaplans Gymnasium 1936

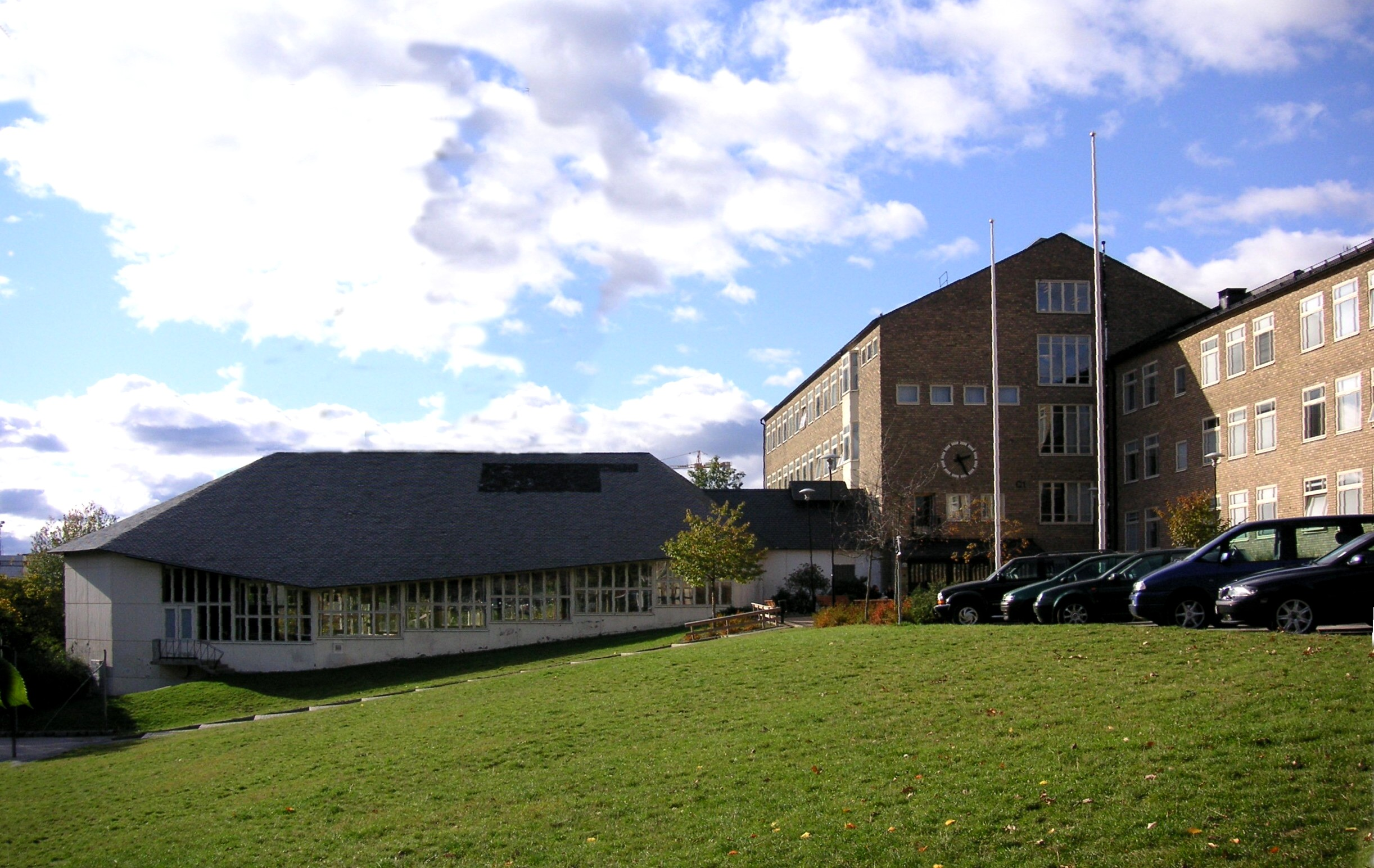
Skanstulls Gymnasium 1943

Helge Zimdal (* 27. April 1903; † 3. Oktober 2001) war ein schwedischer Architekt, der hauptsächlich durch seine zahlreichen Schulbauten bekannt wurde.
Helge Zimdahl studierte ab 1927 an der Königlich Technischen Hochschule in Stockholm und 1930 an der Königlichen Kunsthochschule in Stockholm. An der Technischen Hochschule traf er seinen späteren Partner Nils Ahrbom, mit dem er das Architekturbüro Ahrbom & Zimdahl von 1927 bis 1951 betrieb.
1930 war er zusammen mit Ahrbom auf der Wohnungsabteilung der Stockholmer Ausstellung 1930 beteiligt. Wohnungen sollten später jedoch nicht sein Spezialgebiet werden, sondern Schulen.
Ahrbom & Zimdahl entwarfen eine große Anzahl von Schulgebäuden in Stockholm und auch in anderen schwedischen Städten. In Stockholm gehören das Sveaplans Gymnasium und das Skanstulls Gymnasium zu den bekanntesten Werken, sie sind klar im Stil der Moderne.
1951 endete die Partnerschaft Zimdal – Ahrbom, als Zimdal zum Professor in Architektur an die Hochschule Chalmers in Göteborg berufen wurde. Dort entwarf er 1968 das Gebäude für die Architekturschule. Eine seiner letzten Arbeiten ist der Entwurf für die schwedische Botschaft in Brasília 1974.